# Sainte-Praxède
| Sainte-Praxède               |                      |
| Coordenadas: 45°54'N 71°15'W |                      |
| Província                    | Quebec               |
| Região administrativa        | Chaudière-Appalaches |
| Incorporado em               | 1 de janeiro de 1944 |
| Prefeito                     | Gérald McKenzie      |
| Código postal                | G0N 1E0              |
|                              |                      |
| Área                         |                      |
| - Cidade                     | 135,68 km², 52,4 mi² |
| Fuso horário                 | UTC -5               |
| População (2006)             |                      |
| - Cidade                     | 342                  |
| - Densidade                  | 3 hab/km², 7 hab/mi² |

Sainte-Praxède é uma frequesia canadense do conselho municipal regional de Les Appalaches, Quebec, localizada na região administrativa de Chaudière-Appalaches. Em sua área de pouco mais de 135 km², habitam cerca de trezentas pessoas.